# Toskberget
Toskberget är ett naturreservat i Lycksele kommun i Västerbottens län.
Området är naturskyddat sedan 2017 och är 35 hektar stort. Reservatet omfattar Toskbergets nordostsluttning och en del av Rörmyrtjärnen nedanför. Reservatet består av urskogsartad tallskog.